# Exhyalanthrax argentifrons
Exhyalanthrax argentifrons är en tvåvingeart som först beskrevs av Becker 1910.  Exhyalanthrax argentifrons ingår i släktet Exhyalanthrax och familjen svävflugor. Inga underarter finns listade i Catalogue of Life.